# Cortez (Florida)
Cortez is een plaats (census-designated place) in de Amerikaanse staat Florida, en valt bestuurlijk gezien onder Manatee County.

## Demografie
Bij de volkstelling in 2000 werd het aantal inwoners vastgesteld op 4491.

## Geografie
Volgens het United States Census Bureau beslaat de plaats een oppervlakte van
13,3 km², waarvan 5,7 km² land en 7,6 km² water.

## Plaatsen in de nabije omgeving
Nabijgelegen woonplaatsen:
- Anna Maria
- Bayshore Gardens
- Bradenton
- Bradenton Beach
- Ellenton
- Holmes Beach
- Longboat Key
- Memphis
- Palmetto
- Samoset
- South Bradenton
- West Bradenton
- West Samoset
- Whitfield (12 km)